# Barrio Jardín Espinosa
El barrio Jardín Espinosa es un barrio de la ciudad de Córdoba, Argentina. Ubicado en la zona sur, cuenta con una población de 1515 personas.
Erróneamente, a veces se lo confunde con el barrio Jardín o se escribe Espinoza en lugar de Espinosa. Su nombre hace alusión a Francisco Espinosa Amespil, terrateniente que vivió en esta zona.
Limita al oeste y al sur con la avenida Pablo Ricchieri, al norte con Olimpia y al este con la avenida Bernardo O'Higgins.
Además, colinda con los barrios Jardín, al oeste; Jockey Club, Jardines del Jockey y Ampliación Jardín Espinosa, al sur; Santa Rita, al norte; y Oña, Bialet Massé y Jardín del Sud, al este.
Dentro del barrio están el estadio La Boutique, del Club Atlético Talleres, y la sede del Córdoba Athletic Club, la institución deportiva más antigua de Córdoba, donde hay canchas de rugby, tenis y hockey, además de una pileta y oficinas administrativas.

## Transporte
Las líneas de colectivos que unen el barrio y alrededores con otros sectores de la ciudad son:
| Corredor     | Líneas         |
| ------------ | -------------- |
| Corredor 2   | - 20 - 25 - 29 |
| Corredor 8   | - 81           |
| Corredor 600 | - 600 - 601    |